# Dos leyendas (Liszt)

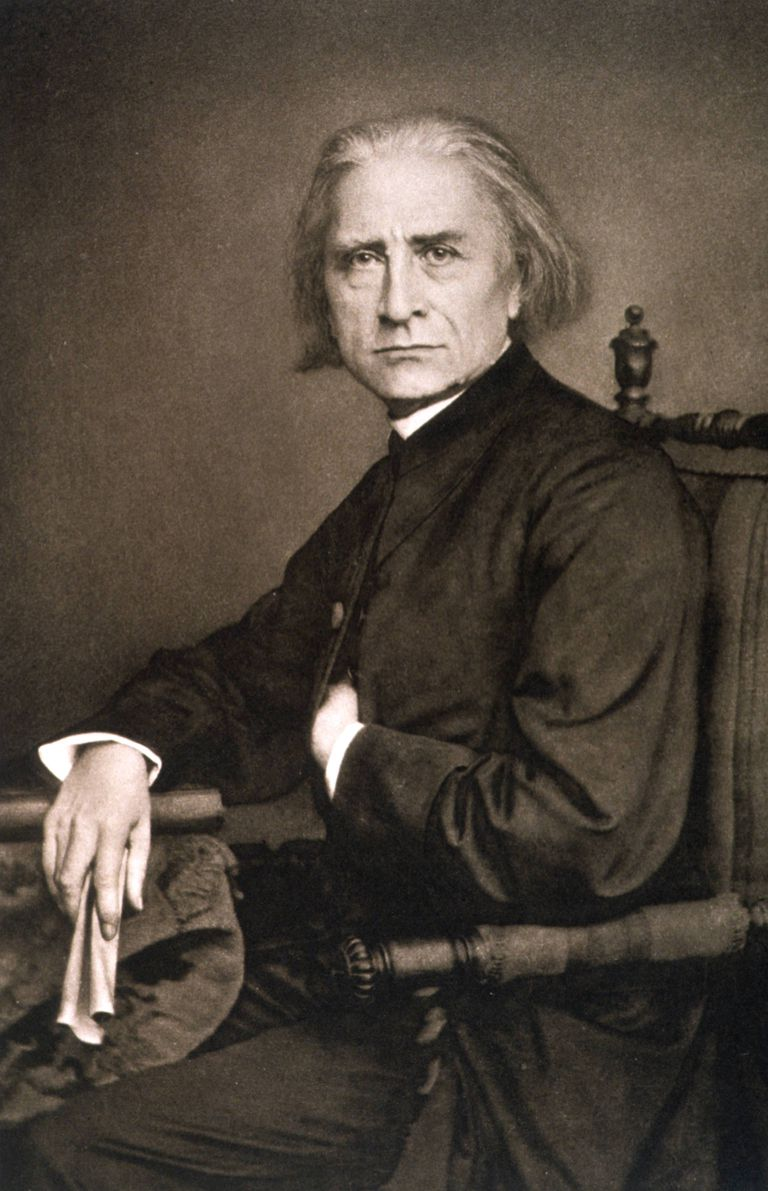
Liszt 1870

Dos leyendas (Légendes) es una obra de dos piezas para piano de Franz Liszt (San Francisco de Asís predicando a los pájaros, San Francisco de Paula caminando sobre las olas). Su número de registro es S.175. La editorial Rózsavölgy la publicó en 1866 y su dedicatoria estaba dirigida a su hija, Cosima, que entonces era esposa del gran director y pianista Hans von Bülow y después fue esposa de Richard Wagner.

## Nacimiento de la obra.
Las Dos leyendas de Liszt fueron escritas a principios de la década de 1860 y probablemente terminó las dos piezas en 1863. En ese momento, el compositor vivía en Roma, preparándose para ordenarse y entrar en la iglesia, y su decisión declarada era renovar la música sacra. Ya no tocaba el piano en público, a lo sumo para un círculo reducido de amigos, y apenas escribía obras profanas. Sus ideales ya no eran los héroes, sino aquellos santos piadosos que eran la encarnación de la compasión: Santa Isabel, San Francisco de Asís, o su santo patrón, San Francisco de Paula.
El tema de Dos leyendas son dos episodios notables de la vida de los dos San Francisco, que presenta en sus piezas en forma de música programática y con herramientas impresionistas. 
Antes de la publicación las dos piezas fueron presentadas por Liszt en 1865, el 29 de agosto, en un concierto benéfico celebrado en el auditorio Vigado de Pest. En el concierto, además de las Dos leyendas, Liszt interpretó la versión para dos pianos de la primera rapsodia húngara con Hans von Bülow, la versión para violín y piano de la segunda rapsodia húngara con Ede Reményi, y también interpretó el Ave María y Cantique d'amour (Himnos de amor). El público y la crítica quedaron encantados. Así lo publicaron los Music Papers en 1865. en su edición del 31 de agosto: "El 29 de agosto será el día más famoso no sólo en la historia del arte de Hungría, sino también en todo el mundo. ... Ferenc Liszt, el esquivo rey del piano, después de dieciocho años de silencio - para expresar su gratitud y palabras de despedida a su dulce patria - volvió a hablar. ... Después de lo cual languideció en vano toda una nueva generación, a la que todo el mundo musical y cultural había renunciado durante décadas, y con la que en vano sueñan aquellos que nunca tuvieron la oportunidad de disfrutar de este placer artístico único: esto se cumplió en Buda-Pest el 29 de agosto."  La madre de Liszt, que vivía en París, también informó con orgullo en una de sus cartas: "La música de mi hijo fue un gran éxito. ... También tocó en público para sus compatriotas, algo que no ocurría desde hacía muchos años. ... El entusiasmo fue enorme... la entrada costaba 40 francos, los ingresos fueron de 40 000 francos, y los donó a la caridad."
La musicología consideraba que la versión para piano de Dos Legendas es la original, y que la versión orquestal manuscrita, conocida pero inédita desde hacía mucho tiempo, era una adaptación. Sin embargo, un investigador alemán de Liszt, Friedrich Schnapp, descubrió que la versión orquestal fue la primera. Esta versión se publicó finalmente en 1984 en Budapest y fue presentada por Ervin Lukács en el otoño de 1985.

## Análisis musical
Dos leyendas es una de las obras más importantes de Ferenc Liszt y a los artistas les gusta incluirla en sus programas. Son dos piezas que se inspiraron en obras de la literatura y las artes visuales. Liszt incluyó el texto original italiano y la traducción francesa de las obras literarias que sirvieron de fuente para las partituras de ambas piezas.

### 1.Leyenda en La mayor.San Francisco de Asís predicando a los pájaros
La inspiración para la primera leyenda fue un libro popular llamado El jardín de flores de San Francisco, traducido al italiano. Es algo sorprendente que Liszt, que era tan receptivo a las artes visuales, no se inspirara en este caso en el famoso fresco de Giotto (aunque probablemente estaba familiarizado con la obra). Escribió la siguiente introducción para la obra: "El "motivo espiritual" de la siguiente composición es uno de los episodios más conmovedores de la vida de San Francisco de Asís, contado con inimitable encanto e ingenuidad en Fioretti di San Francesco, ese pequeño libro que se ha convertido en una obra clásica de la literatura en lengua italiana. Mi falta de habilidad y quizás también el hecho de que los límites de la expresión musical sean tan estrechos en una pieza compuesta para un piano y un alcance tan pequeños -para este instrumento tan pobre en términos de acento y variación tonal- me obligaron a acotar el texto fuertemente - al sermón en solitario a los pajaritos - su maravillosa y desbordante riqueza. Ruego al glorioso siervo de Cristo que me perdone por empobrecerlo tanto."
La leyenda en la que se basa es la siguiente: se dice que, un día, mientras San Francisco viajaba con algunos compañeros, se toparon con un lugar en el camino donde los pájaros llenaban los árboles a ambos lados. Francisco dijo a sus compañeros que "esperadme mientras voy a predicar a mis hermanas las aves". Los pájaros lo rodearon, intrigados por el poder de su voz, y ninguno de ellos se fue volando. La clave de la pieza es La mayor, a menudo asociada por Liszt con un sentimiento religioso. La pieza contiene representaciones del canto de los pájaros, uno de los pocos ejemplos en las obras de Liszt.
La primera leyenda (Allegretto) –a pesar de la modesta introducción de Liszt– tiene un sonido y una escritura extremadamente nuevos en su lenguaje musical. El impresionismo musical no apareció hasta décadas después, pero en esta obra Liszt, hacia 1863, da especial importancia al color musical. Muestra pájaros cantando con estos colores musicales. San Francisco es sólo el número 52. aparece en ritmo, su tema es una de las melodías de una obra coral suya ya existente sobre San Francisco  (Alabado sea, Dios mío, Señor mío). La parte musical comienza primero con un recitativo y luego se convierte en una oración.

### 2.Leyenda en Mi mayor.San Francisco de Paula camina sobre las olas
Liszt conocía la historia de San Francisco de Paula por el libro que Giuseppe Miscimarra escribió sobre el santo. Liszt describe en el prefacio adjunto a la obra la escena en la que el santo cruza el estrecho de Mesina sin mojarse los pies, mientras utiliza su manto a modo de vela, ayudando así a los pobres, a quienes el dueño de la barcaza no quería llevar a Sicilia sin pago. Otra fuente de inspiración para la obra fue el dibujo sentimental de Eduard Jakob von Steinle, propiedad de Liszt, que refleja la escena, que Liszt también incluyó en la portada de la partitura.
La segunda leyenda de San Francisco de Paula (Andante maestoso) es la obra más frecuentemente interpretada de las dos, con una pintoresca música programática. En cuanto a su estructura musical, es una pieza de tres partes, pero prácticamente se construye a partir de un solo tema. El comienzo de la pieza representa las olas del mar cada vez más tempestuosas, y luego la parte central es una sección que cambia de tono y que parece elaborada. Sigue un regreso variado, y después de un gran aumento dramático se escucha la santa oración de acción de gracias, cuyo tema proviene de una de las obras corales de Liszt (a San Francisco de Paula). La pieza termina con una delicada sección en mi mayor.